# Margot Thien
Margot Thien (San Diego, 29 de diciembre de 1971) es una deportista estadounidense que compitió en natación sincronizada.
Participó en los Juegos Olímpicos de Atlanta 1996, obteniendo una medalla de oro en la prueba de equipo. Ganó una medalla de oro en el Campeonato Mundial de Natación de 1994.

## Palmarés internacional
| Juegos Olímpicos   | Juegos Olímpicos         | Juegos Olímpicos | Juegos Olímpicos |
| Año                | Lugar                    | Medalla          | Prueba           |
| ------------------ | ------------------------ | ---------------- | ---------------- |
| 1996               | Atlanta (Estados Unidos) | Medalla de oro   | Equipo           |
| Campeonato Mundial |                          |                  |                  |
| Año                | Lugar                    | Medalla          | Prueba           |
| 1994               | Roma (Italia)            | Medalla de oro   | Equipo           |